# Chabichou

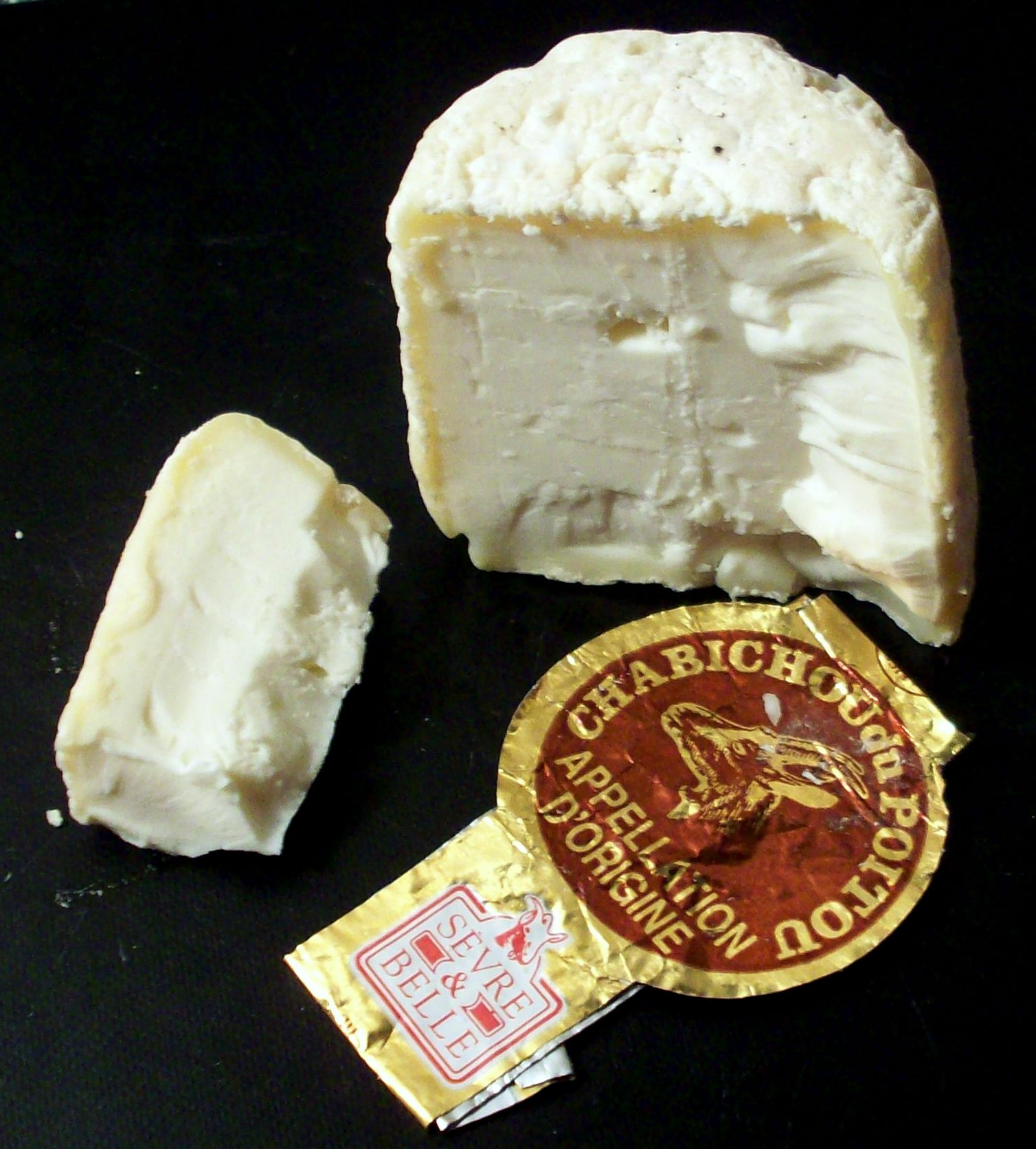
Chabichou

O Chabichou é um queijo francês feito com leite de cabra de pasta mole.
Este queijo tem a forma de um pequeno tronco de cone, de 6 cm de altura e 5 cm a 6 cm de diâmetro.

## Histórico
O uso do nome chabichou para o queijo remonta ao século VIII, quando os sarracenos foram derrotados na região, depois da Batalha de Poitiers. Muitos deles deixaram essas terras, mas alguns se estabeleceram lá com suas famílias e, em particular, com seu rebanho de cabras. O país era bastante adequado para a "vaca dos pobres" porque as pastagens eram de boa qualidade. Em seguida, foi feito um queijo chamado cheblis (cabra, em árabe), que acabou se tornando chabichou. No entanto, acredita-se que a domesticação da cabra nesta região anteceda a colonização romana e o nome do bispo de Valais, François Chabbey, poderia ser a origem desse tipo de queijo.